# Euphylidorea aleutica
Euphylidorea aleutica är en tvåvingeart som först beskrevs av Alexander 1920.  Euphylidorea aleutica ingår i släktet Euphylidorea och familjen småharkrankar. Inga underarter finns listade i Catalogue of Life.